# Capitanía de Sergipe
La capitanía de Sergipe del Rey se estableció en 1590, durante la Unión Ibérica, por el rey de España y Portugal Felipe II y subordinado directamente a la capitanía de la Bahía de Todos los Santos. Su primer mandatario fue Cristóvão de Barros. En la época contaba con un territorio de aproximadamente el doble del actual estado de Sergipe.
La capitanía se hizo autónoma por decreto real de Juan VI del 8 de julio de 1820.
Menos de un año después, el 28 de febrero de 1821 se convirtió en una provincia (juntamente con todas las otras capitanías), que vendría a ser el actual estado de Sergipe con la proclamación de la República en 1889. 